# Cyklotymi
Cyklotymi eller cykloid personlighet är en affektiv störning, en mildare form av bipolär sjukdom.
Cyklotymi är en störning som utmärks av svängningar mellan mild depression och milt uppskruvat känslotillstånd. Det är en förhållandevis vanlig störning hos anhöriga till personer med bipolär sjukdom, och bryter ut i ung vuxen ålder. Det kan för somliga utvecklas till bipolär sjukdom, för somliga klinga av och för andra vara hela livet.
Diagnosen försvåras av att svängningarna kan uppkomma med långa mellanrum, och att dessa svängningar, för att klassas som cyklotymi, måste bevisas inte bero på yttre omständigheter såsom sorg, stress etc.